# Vulture-Melfese
Il Vulture-Melfese (o Vulture-Alto Bradano) è la zona del nord della Basilicata dominata dal profilo del massiccio del monte Vulture (1326 m s.l.m.), facente capo a Melfi, già sede di distretto e circondario (tra il 1811 e il 1927), e con una popolazione complessiva di 81 840 abitanti. Gli altri centri maggiori sono Lavello, Rionero in Vulture e Venosa.
La definizione è relativamente recente; il Melfese inizia infatti ad essere citato (in letteratura e in saggistica) soltanto a seguito dell'istituzione del distretto, mentre il Vulture era ritenuto una semplice sub-area dello stesso.

## Geografia fisica
Il Vulture-Melfese si colloca all'interno di un ampio territorio che si distende all'estremo nord della regione Basilicata, a sud del confine regionale segnato dal fiume Ofanto, dominato dall'austero profilo del massiccio del monte Vulture (1326 m), vulcano non più attivo già da epoche protostoriche, ma che non può ancora, a rigore scientifico, definirsi "spento".  Esso occupa la parte nord-orientale della provincia di Potenza, all'intersezione del confine tra la Puglia e la Campania.

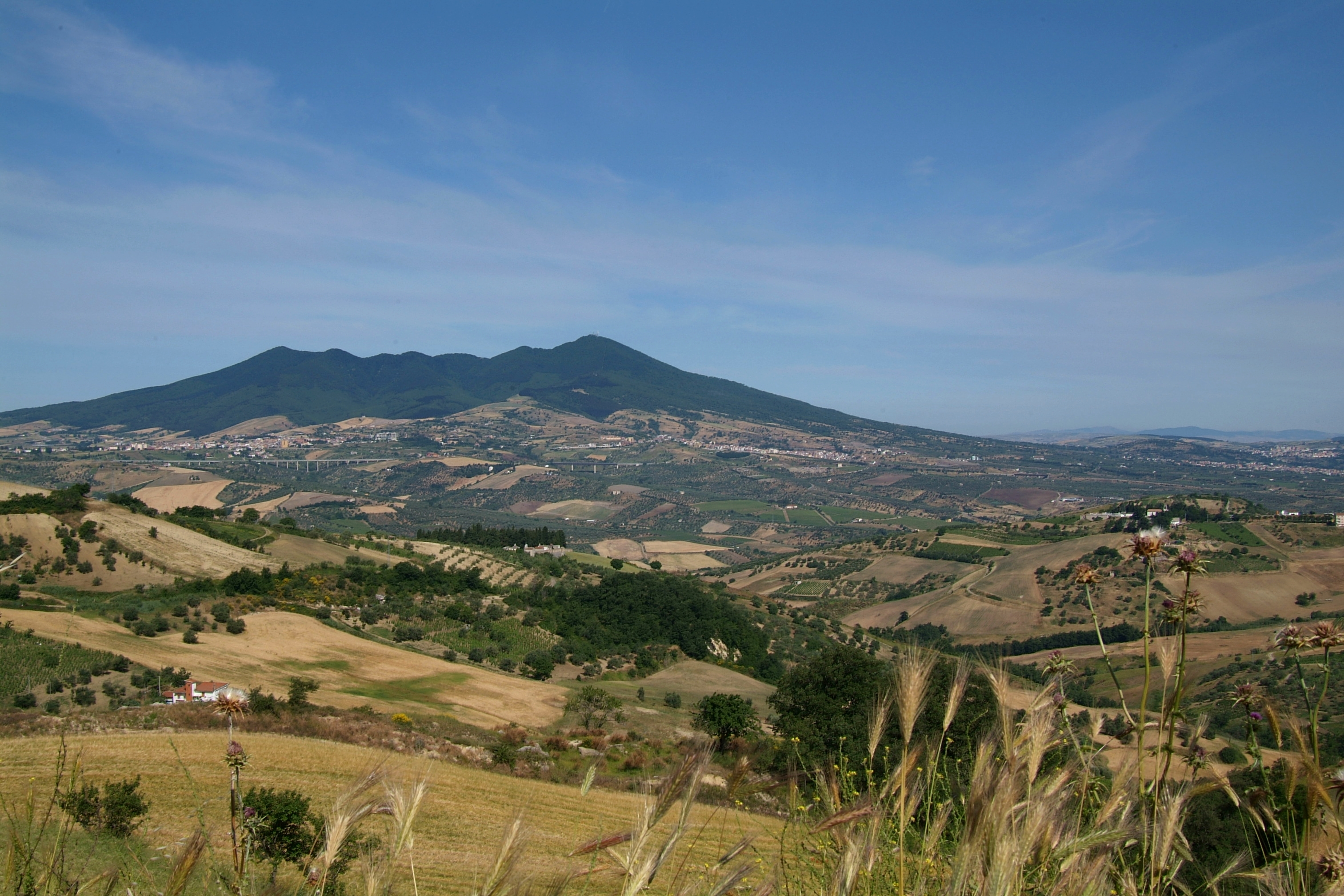
Monte Vulture sullo sfondo

La zona comprende i comuni di Atella, Banzi, Barile, Forenza, Genzano Di Lucania, Ginestra, Lavello, Maschito, Melfi, Montemilone, Palazzo San Gervasio, Pescopagano, Rapolla, Rapone, Rionero, Ripacandida, Ruvo del Monte, San Fele, Venosa, alcuni dei quali di lingua albanese (Ginestra, Maschito, Barile). Anche se risulta un territorio non molto vasto, il Vulture mostra una grande varietà morfologica. La media montagna, situata a sud-ovest, è rappresentata dalla dorsale del "Monte Pierno - Santa Croce", la vetta più elevata della zona con i suoi 1 407 metri.
L'area vulcanica comprende il monte Vulture, rilievo isolato a forma conica, esteso per circa 45.000 ettari e solcato da una serie di valloni. Alle pendici del Monte Vulture si trova un cratere che contiene i due laghi vulcanici di Monticchio. Le colline argillose sono composte da rilievi dalle forme sfumate, tra i 500 e gli 800 metri. Quest'area fa da snodo tra la media montagna e la fossa bradanica. Quest'ultima è costituita dall'ampio solco del Bradano, fatto di sedimenti sabbioso-argillosi del periodo Plio-Quaternario. Nei territori di Melfi e Lavello vi è un fondovalle alluvionale, che si raccorda gradualmente all'Ofanto (le cui sorgenti sono però in Irpinia) e al Tavoliere delle Puglie.

### Clima
Non essendo bagnato dal mare e data la sua montuosità, il Vulture ha un clima sub-continentale. Le piogge sono irregolari e concentrate perlopiù nelle stagioni autunnali e invernali, più frequenti nella parte nord occidentale. Gli inverni sono piuttosto rigidi e con nevicate talora abbondanti, soprattutto nei pressi del Monte Vulture e del Monte Pierno. Le estati sono invece piuttosto calde, in particolar modo nella zona ofantina.

### Sismicità
La "zona del Vulture" costituisce un distretto sismico. L'evento più distruttivo avvenuto nell'area distrettuale fu il terremoto dell'agosto 1851, ma il territorio ha risentito fortemente dei sismi verificatisi nella vicina Irpinia e nel resto della Basilicata.

### Flora e fauna

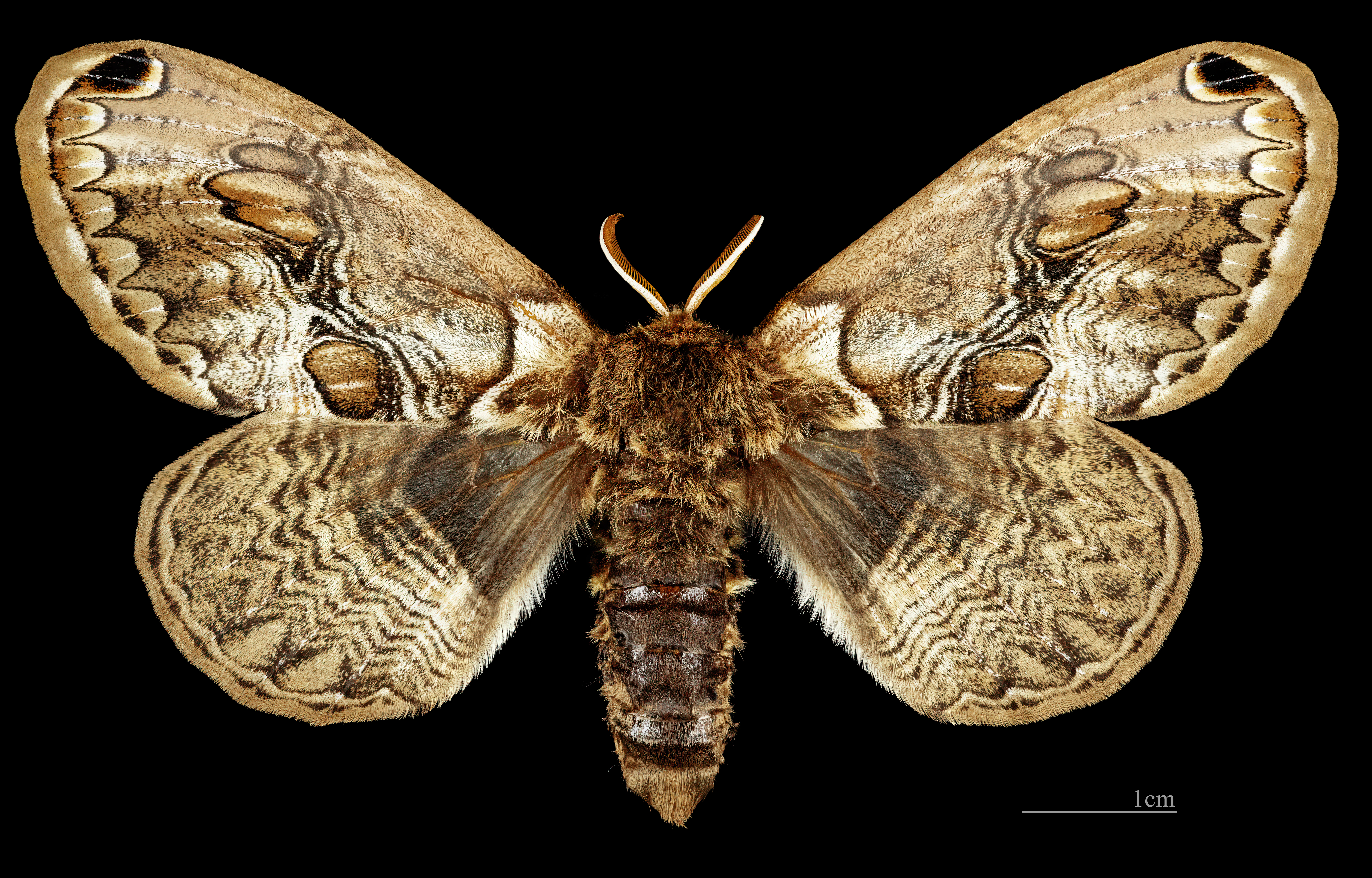
Brahmaea europaea

Grazie alle particolari condizioni climatiche, morfologiche e ambientali, il Vulture-Melfese presenta una gamma di interessi botanici ed ecologici. Nella parte orientale i venti caldi di influenza adriatica contribuiscono allo sviluppo di vigneti, uliveti e frutteti. Nella parte occidentale, condizionata invece da correnti fredde appenniniche, vi è uno sviluppo di colture cerealicole. Nelle zone a ridosso delle aree boscate (tra i 600 ed i 700 metri di altezza), il paesaggio è composto da orti, prati e pascoli.
La specie arborea più rappresentativa del Vulture è il castagno, diffuso tra i 600 ed i 1000 metri d'altitudine. Altro albero facile da trovare è il faggio, in particolar modo alle pendici del monte Vulture. Nei decenni scorsi sono stati però effettuati rimboschimenti, anche con specie vegetali aliene, di conifere (cedri, cipressi, pini, douglasia e abeti) e di altifoglie (salici, olmi, pioppi, ontani, frassini, robinie e noci), che hanno alterato non poco gli habitat forestali autoctoni unici nel loro genere dell'area.
L'area costituisce anche un habitat naturale per varie specie faunistiche. Non di rado si possono osservare rapaci come la poiana, il nibbio reale e il gheppio volare sulle alture del Vulture. Altri come lo sparviero sono meno visibili, ma presenti ed avvistabili nei pressi dei boschi di faggio e castagno. Per quanto riguarda i rapaci notturni ci sono la civetta, il barbagianni e il gufo reale.
Altri mammiferi che vivono nel Vulture-Melfese sono il lupo appenninico,  la volpe, il cinghiale, il riccio, l'istrice, la lepre e la talpa. Tra i mustelidi sono da citare la martora, la faina, la puzzola, la donnola e il tasso. Zone come i laghi di Monticchio sono rappresentate da gallinella d'acqua, folaga, germano reale, alzavola, tuffetto, codibugnolo, cannaiola, pendolino ed usignolo. Della famiglia degli anfibi sono presenti il rospo comune ed il trotto; di quella dei rettili il ramarro, il biacco ed il colubro d'Esculapio. Nel 1971 fu fondata la riserva regionale Lago piccolo di Monticchio, che rappresenta l'habitat naturale della Brahmea europaea, una farfalla notturna che vive solo qui. Tra le specie ittiche che popolano i laghi del Vulture da segnalare la presenza dell'alborella meridionale (Alburnus albidus), specie endemica dell'Italia meridionale che necessita di particolare tutela.

## Storia

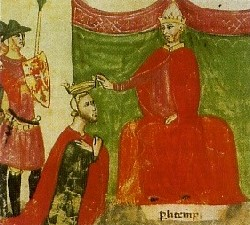
Roberto il Guiscardo nominato duca da papa Niccolò II a Melfi, nel 1059

Fonti storiche attestano che il Vulture era già abitato sin dal neolitico come testimoniano i resti di una mastodontica necropoli trovata in località Toppo d'Avuzzo a Rapolla. Prime vere civiltà come i Dauni si stanziarono tra il VIII e VII secolo a.C., nei pressi di Melfi. Poco dopo arrivarono i Sanniti intorno al IV - III secolo a.C., le cui tracce sono rimaste nei territori di Melfi e Venosa. Il museo archeologico nazionale del Melfese raccoglie numerose testimonianze di civiltà pre-romane che si stanziarono nella zona del Vulture. Nel III secolo a.C., inizia la lunga dominazione romana nella zona del Vulture. Nel 291 a.C., i romani fondarono Venusia (l'attuale Venosa), collocata sulla via Appia che congiungeva Roma e Brindisi. A Venusia nacque Orazio Flacco, uno dei maggiori poeti del periodo antico.
Con la caduta dell'Impero Romano d'Occidente, il Vulture (come tutta la penisola italica) subì massicce invasioni barbariche. I Normanni lasciarono una grande eredità storico-culturale, soprattutto a Melfi e Venosa. Melfi diviene capitale dei possedimenti normanni dell'Apulia e nel 1059 divenne la sede di un concordato in cui Roberto il Guiscardo si dichiarò vassallo del Papa, ebbe infatti il titolo di "Vassallo della Chiesa di Roma" e quello di "Principe di Sicilia". Venosa fu assegnata a Drogone d'Altavilla, fratello di Roberto. Nella chiesa della SS. Trinità, il Guiscardo fece portare le salme dei suoi fratelli e anche lui verrà sepolto qui.
Alla dinastia normanna successe quella sveva degli Hohenstaufen, con Federico II che trovò in Melfi uno dei suoi luoghi più ambiti e divenne la sua residenza estiva, ove poté svagarsi praticando la caccia con i falchi. Nel 1231, il sovrano emanò le cosiddette Costituzioni di Melfi nel castello locale, codice legislativo di tutto il regno di Sicilia. Sempre tra il X ed il XIII secolo, nella zona del Vulture si assiste ad un incremento della presenza di ordini monastici. Ne sono fonti tangibili l'Abbazia di San Michele e i resti del complesso di Sant'Ippolito, entrambi vicini ai laghi di Monticchio, e le chiese rupestri affrescate rinvenute nei pressi di Melfi e Rapolla, come quella di "Santa Margherita" o quella di " Santa Lucia". Con la caduta dell'impero federiciano, per il Vulture si prospettò un futuro piuttosto decadente, che vide l'alternarsi di altri invasori come Angioini, Aragonesi, Borboni e l'area fu governata da molti feudatari. Melfi venne affidata agli Acciaiuoli, ai Caracciolo e ai Doria; Venosa agli Orsini, ai Ludovisi e ai Caracciolo; Atella ai Caracciolo e ai Chalon.

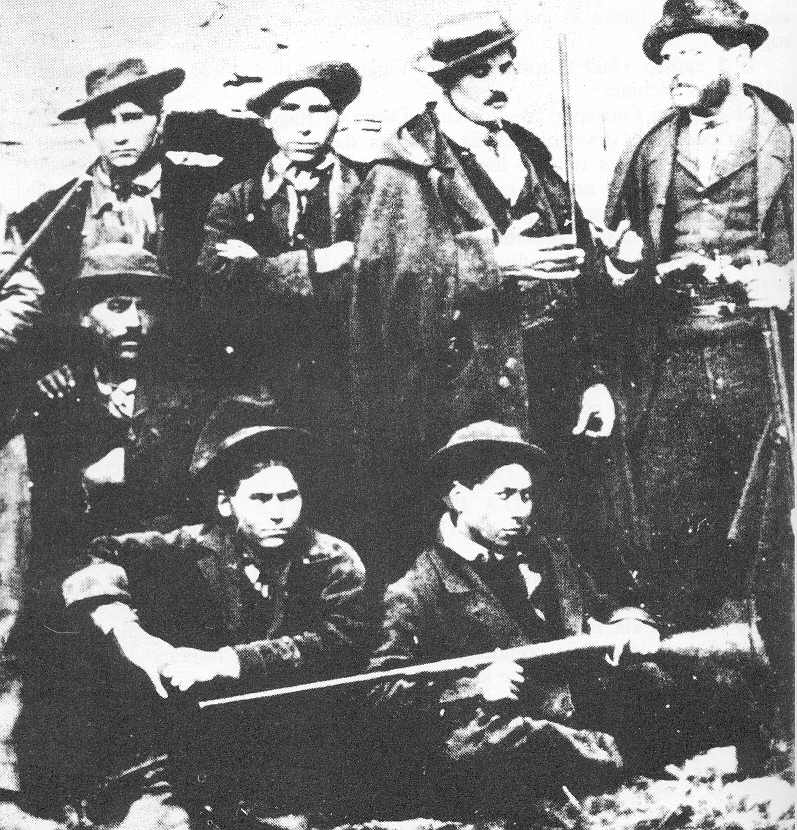
Banda del brigante Totaro di San Fele, luogotenente di Carmine Crocco

L'unità d'Italia non cambiò le condizioni di vita nel Vulture-Melfese, afflitto sempre più da miseria, disoccupazione ed analfabetismo. Tutto ciò diede vita al brigantaggio, che si sviluppò in tutto il sud Italia e parte del centro. I briganti del Vulture, tra i quali si distinsero subito il rionerese Carmine "Donatelli" Crocco, l'atellano Giuseppe "Zi Beppe" Caruso, il melfitano Michele Schirò, il sanfelese Vito "Totaro" Di Gianni e il rapollese Teodoro Gioseffi noto come Caporal Teodoro, trovarono rifugi ideali nelle montagne della zona, che crearono non pochi problemi all'esercito piemontese. La rivolta fu poi soffocata nel sangue e numerosi briganti furono condannati a morte.
Agli inizi del Novecento, la situazione precipitò sempre di più a causa di un forte flusso migratorio verso le Americhe ed il nord Europa. Il colpo più duro fu inferto da un terremoto avvenuto nel 23 luglio 1930, che colpì le province di Avellino e di Potenza. Il sisma ebbe effetti molto gravi sul Vulture e la città più danneggiata fu Melfi, che perse monumenti storici come palazzi, chiese, conventi e gran parte della cinta muraria eretta dai Normanni, di cui sono rimaste alcune tracce come la Porta Venosina.
Dopo secoli di declino, il Vulture-Melfese vide un certo riscatto a partire dagli anni novanta, con l'arrivo a Melfi (precisamente nella sua frazione San Nicola) del complesso industriale SATA, che contiene il più grande stabilimento FIAT d'Europa. Questo incremento del settore secondario, ha reso la cittadina lucana il maggior centro produttivo del Vulture ed uno dei più importanti della Basilicata e del meridione intero.

## Cultura
La più importante manifestazione enogastronomica del Vulture-Melfese è l'Aglianica, che si tiene annualmente in diversi comuni del posto (ad esempio Rionero, Barile e Melfi e Venosa). L'Aglianica permette degustazioni di vini e altri prodotti tipici, i quali seminari sono condotti da esperti di livello nazionale.
Per quanto riguarda la cultura, è famoso il Certamen horatianum, gara di traduzione e commento delle opere di Orazio Flacco, che si tiene ogni anno a Venosa. La manifestazione, riconosciuta a livello nazionale, permette la partecipazione anche di studenti di altre scuole europee ad indirizzo classico. Sempre a Venosa si tiene il Festival del Cabaret di Basilicata, nato nel 2002, che offre la possibilità di far emergere nuovi talenti nel campo del cabaret e della comicità nazionale. Melfi organizza il Corteo Storico Federiciano, che riassume la routine giornaliera di Federico II nella sua residenza estiva. Tratti salienti sono la caccia con i falchi, danze e musiche medievali per le vie principali della città, il corteo dell'imperatore Federico II e, per finire degustazioni di prodotti tipici.
A Rionero si tiene la Parata dei Briganti, dove si racconta la vita dei briganti, delle loro gesta e dei processi del 1870 e 1872 presso il tribunale di Potenza a Carmine Crocco, nativo rionerese e figura di spicco del brigantaggio. Atella, Barile e Rionero organizzano la Sacra Rappresentazione della Passione di Cristo, ove viene recitata la processione per le vie delle città (a Rionero viene anche rappresentata l'Ultima Cena al Palazzo di Giustino Fortunato).

## Economia
L'economia del Vulture-Melfese si basa principalmente sull'agricoltura, sull'industria e anche sul turismo.

### Agricoltura
La natura lavica del suolo e del sottosuolo, oltre a renderlo particolarmente ricco di acque minerali, permette anche la coltivazione della vite e dell'olivo. Il vino DOC per eccellenza della zona è l'Aglianico del Vulture, dal nome del vitigno di origine greca Ellenico, diffuso anche nell'Avellinese e nel Beneventano. Viene coltivato fino ai 800 metri di altitudine, sebbene le condizioni ottimali sono tra i 200 ed i 600 metri.
Da menzionare sono inoltre le acque minerali, le cui sorgenti rappresentano da millenni un immenso bacino idrominerario. I terreni vulcanici danno alle acque sorgive una naturale effervescenza, che rappresenta una delle peculiarità delle acque del Vulture. Da queste sorgenti sgorgano acque minerali acidule che hanno permesso lo sviluppo di industrie d'imbottigliamento come Fonti del Vulture di Rionero e Gaudianello della frazione omonima che esportano la loro produzione in tutta Italia.
L'olio omonimo è un altro punto cardine dei prodotti della zona e dell'intera Basilicata, originato dalla varietà di olivo Ogliarola del Vulture detta anche "Rapollese" o "nostrale" assieme ad altri tipi come Coratina, Cima di Melfi, Leccino e Rotondella. Di colore giallo ambrato con riflessi verdi e di sapore fruttato con un lieve tono piccante, negli ultimi periodi si è affacciato nel mercato italiano dell'olio con risultati soddisfacenti.
I comuni di quest'area lucana (Melfi su tutti) sono, inoltre, rinomati per le castagne, di cui si possono trovare vari tipi. La "pistoiese" (o "settembrina"), castagna precoce e di piccola pezzatura che matura agli inizi dell'autunno; la "casentinese", simile alla "pistoiese" ma più grande e di maturazione tarda rispetto ad essa; la "cuneese", definita così date le sue origini piemontesi. Tuttavia il tipo più famoso è il "marroncino di Melfi", dalla buccia marrone con evidenti striature, protagonista della Sagra della Varola che si tiene a Melfi in autunno, ove si possono gustare anche prodotti culinari del posto a base di castagne.
Anche il miele occupa un posto di rilievo. Ripacandida, il produttore principale del Vulture, è una delle 34 "Città del Miele" a livello nazionale, unite per promuovere e tutelare questo prodotto nel mercato italiano. Il comune è inoltre sede della Mellinoteca Nazionale "L'oro dei Fiori", uno dei maggiori centri in Italia di esposizione, degustazione e vendita di miele ed altri prodotti come propoli, pappa reale, granuli di polline, candele di cera d'api.

### Industria
L'area industriale più importante sul territorio è quella di Melfi, che tra le aziende presenti vede oltre alla presenza dell'industria pesante (Fiat), quella di piccole e medie aziende del suo indotto, ma anche altri importanti gruppi come Barilla.

### Turismo

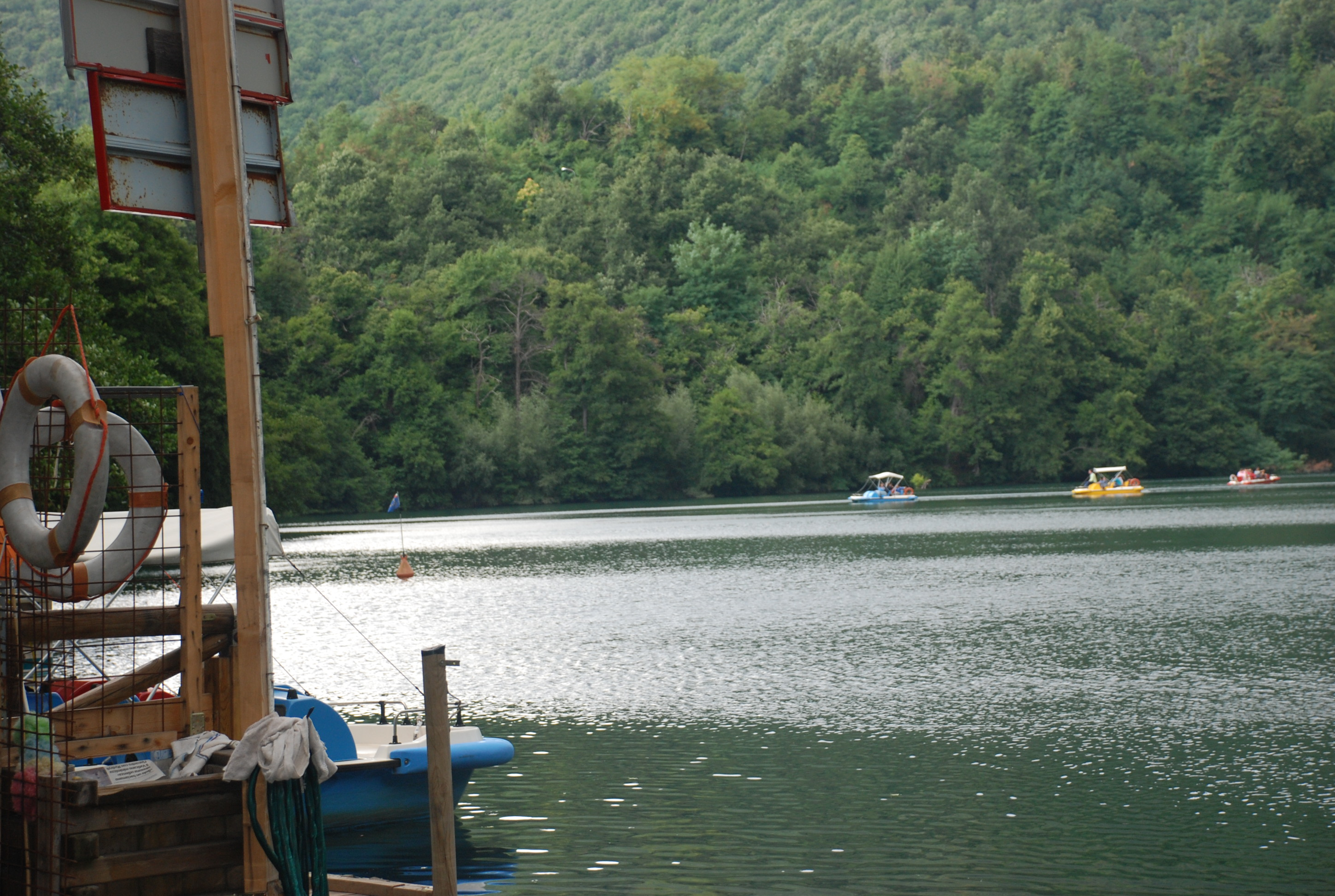
Pedalò ai laghi di Monticchio

Gli ecoturisti possono praticare escursioni a piedi, in bicicletta e anche a cavallo. Facilmente, si possono osservare i falchi che volteggiano in cielo e i cinghiali al pascolo. Monticchio è il luogo più rappresentativo di questa forma di turismo nel Vulture, ove è possibile esplorare, sia a piedi che provvisti di mountain bike, la sua rigogliosa vegetazione, i suoi laghi e i suoi monumenti, tra tutti l'abbazia di San Michele, che offre un panorama suggestivo dei laghi. Oltre a Monticchio vi è la fiumara di Atella. Un altro posto in cui si possono percorrere i sentieri naturalistici è Ruvo del Monte attraverso il bosco comunale di Bucito, costituito da querce e sorgenti, ed assegnato alle associazioni WWF e LIPU. Nel cuore del bosco si trova il cosiddetto "Casone", in passato teatro di scontro tra i briganti di Carmine Crocco e l'esercito piemontese.
Dal punto di vista culturale, la zona del Vulture-Melfese offre perlopiù castelli e chiese come luoghi d'interesse. Sono degni di nota i castelli federiciani, i più importanti dei quali sono quello di Melfi, che ospita al suo interno uno dei più interessanti musei della civiltà lucana, dalle radici preistoriche e protostoriche alle successive trasformazioni legate all'evoluzione sociale ed economica del territorio; di Lagopesole (oggi sede ufficiale del "Centro Studi Federiciani"), e di Venosa, edificato dal duca Pirro del Balzo e contenente tracce di cultura romana, normanna ed ebraica.
Tra i luoghi di culto religioso più distintivi sono da menzionare l'abbazia della SS. Trinità a Venosa, che è formata da due chiese, un'antica ed una nuova, conosciuta per non essere mai stata portata a termine; la cattedrale di Santa Maria Assunta a Melfi, edificata dai Normanni in stile romanico; l'abbazia di San Michele a Monticchio, fondata nel X secolo dai monaci benedettini e la cattedrale di Rapolla, costruita nel XII secolo con portale in stile romanico e con campanile del 1209.

## Infrastrutture e trasporti
L'area del Vulture-Melfese è attraversata da diverse arterie stradali sia di tipo statale che locale:
- l'arteria a scorrimento veloce denominata Strada Statale 658 dell'Aglianico, taglia l'area da nord a sud collegando la città di Melfi al capoluogo Potenza, lambendo gran parte dei centri dell'area;

- da Melfi ha inoltre origine la Strada Statale 401 dell'Alto Ofanto e del Vulture, che la collega a Sant'Andrea di Conza (AV);
- la Strada Statale 303 del Formicoso collega Mirabella Eclano (AV) a Rapolla, innestandosi con la Strada Statale 93 che collega Potenza a Barletta;
- l'arteria, incompleta, Strada Statale 655 Bradanica, il cui percorso una volta completato unirà le città di Foggia e Matera, lambendo alcuni centri come Lavello, Maschito, Venosa, Palazzo San Gervasio e l'Area Industriale di San Nicola di Melfi.

L'area è percorsa da due linee ferroviarie, la linea Foggia - Potenza, interessata a partire dal 2014 da alcuni lavori di ammodernamento e restyling, e la linea Rocchetta Sant'Antonio - Gioia del Colle, il cui traffico è stato sospeso nel 2011 e sostituito da autoservizio.

## Sport

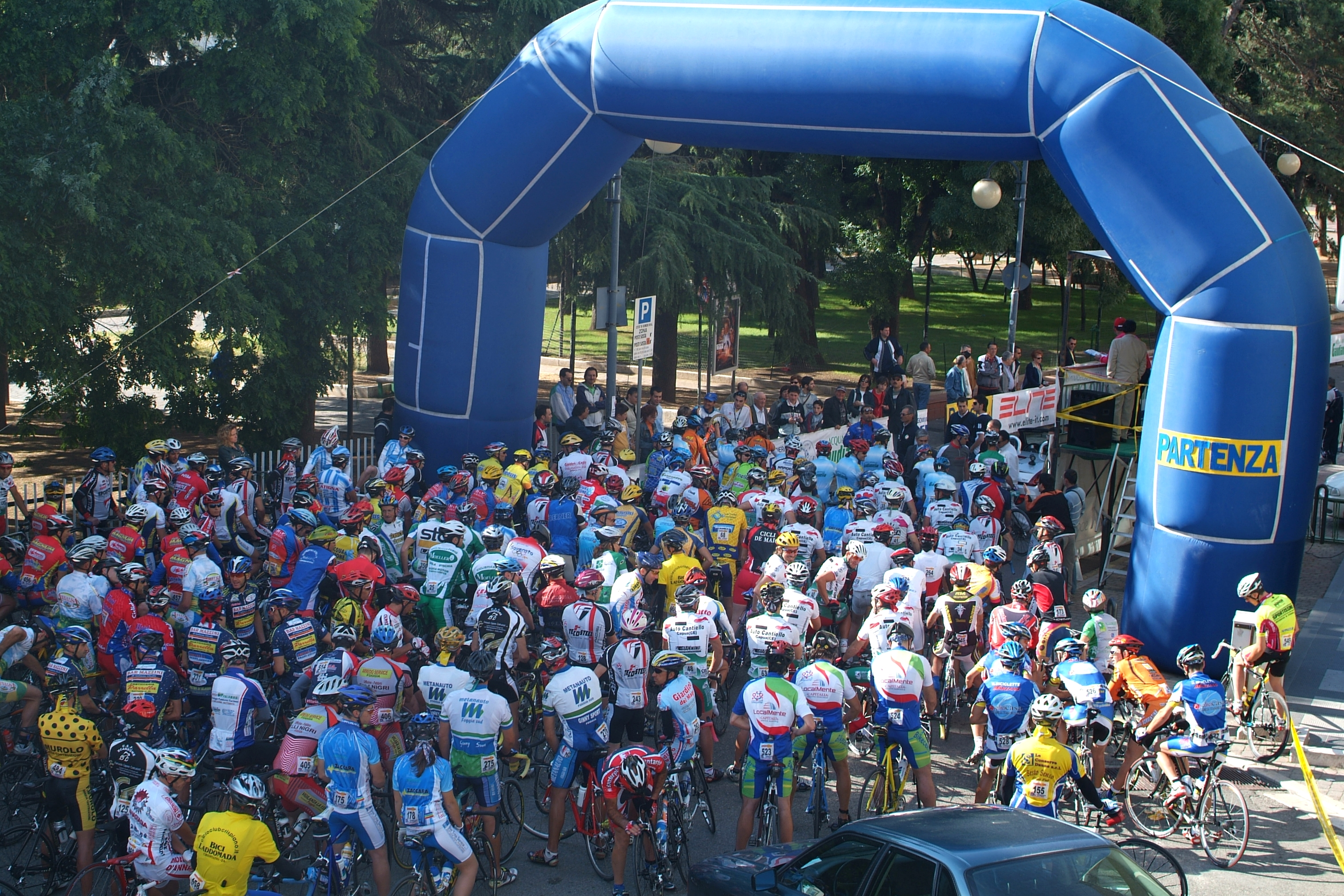
Raduno della Gran Fondo del Vulture

Tra i più importanti eventi di natura sportiva è da segnalare il Rally del Vulture di Melfi, gara automobilistica che coinvolge, oltre Melfi, Atella, Bella, Rapone, Rionero, Ruvo del Monte, San Fele e città non lucane come Lacedonia (Avellino) e Rocchetta Sant'Antonio (Foggia). Rionero è sede della Gran Fondo del Vulture, gara a livello nazionale nata nel 2003 e rivolta a cicloamatori di tutte le regioni della penisola ma anche stranieri.
Sempre nella medesima località viene organizzato un motoraduno a cura del Motoclub "Giacinto Cerviere", da sei anni a livello nazionale, sebbene in attività da circa 12 anni. Da menzionare anche un'importante manifestazione che si tiene a Lagopesole, Le Rosse al Castello, esistente da sette anni, della durata di tre giorni e che prevede l'arrivo di circa 40 Ferrari da tutta Italia. I piloti danno spettacolo mostrando varie abilità, specie nelle prove cronometrate.